# 雲霄酒店
雲霄酒店，全名雲霄酒店、賭場及天空之蓋（The Strat Hotel, Casino and SkyPod），原名同溫層酒店（Stratosphere Las Vegas），是位於美國內華達州拉斯維加斯大道上集酒店、賭場及觀光塔一身之複合設施，由黄金娱乐經營，2017年以前由美國地產業夥伴集團（American Real Estate Partners）旗下的美國賭場及娛樂集團（American Casino & Entertainment Properties）經營。酒店提供2,444間客房與面積達80,000平方尺的賭場。該酒店是美國最大的觀光塔建築。
雲霄酒店位於大道的最北端，距離其他熱門賭場酒店頗遠。但酒店方面以低廉的房租、以及特別優惠吸引遊客，如提供塔頂的免費機動遊戲遊樂券。雖然有一些遊客會認為酒店的位置太偏遠，但另外卻又有一些遊客認為酒店的位置是他最大的優勢，因為他正位處拉斯維加斯大道與舊城區的佛利蒙街的經歷（Fremont Street Experience）的中間，到兩個地方都相當便利。

## 歷史

### 建設
同溫層酒店的概念始於1980年代後期，鮑伯·斯圖帕克（Bob Stupak）為拉斯維加斯世界賭場建造 1,012 英尺（308.46 公尺）霓虹塔的計劃，他原先的規劃是打算建造一隻巨大猿猴型的裝置去接載遊客到酒店塔內，不過此項設計在之後遭到取消 ，此後1990年2月，斯圖帕克公佈了他的修改計劃，該計劃耗資 5,000 萬美元，高 1,012 英尺，頂層觀景塔將包括一家旋轉餐廳和四間頂層套房。將成為拉斯維加斯和內華達州最高的建築，然而若建成後將會影響拉斯維加斯的空中交通，因此該項目遭到美國聯邦航空總署及内利斯空军基地的反對，1991 年 10 月，在不顧市議會及各界反對下，市政府批准了塔的基座和豎井工程。 1992年2月，觀景塔正式動工，多家建築和工程公司對塔樓的施工進行了監控，以確保結構的完整性。1993 年 8 月 29 日午夜時分，半成品塔發生火災事件，造成世界賭場的數百名顧客被疏散，並沒有人員受傷。起火原因從未確定。然而除了由混凝土和鋼製成塔的部分因火勢而變為漆黑，沒有造成任何結構損壞。

### 開幕
拉斯維加斯世界賭場於1995年2月1日關閉，並進行改造工程以便融入同溫層酒店。1996年4月30日，耗資 5.5 億美元打造的酒店正式開幕。其面積佔地 354,000 平方英尺（32,900 m 2），包括 140,000 平方英尺（13,000 m 2）的娛樂和購物空間，不過當時度假村的部分地區尚未完工 但由於所在街區犯罪猖獗，同溫層酒店在開幕後不久便面臨業績不佳，客流量不足及財務問題，使得持有酒店的同溫層集團（Stratosphere Corporation）最終於1997年1月宣告破產， 這使得正在建築中的第二座酒店大樓工程全面擱置。艾康企業的創始人，皆美國商業富豪卡爾‧伊坎 （Carl Icahn）收購了酒店的大部分股權,，使酒店可以繼續營運，並由美國地產業夥伴集團（American Real Estate Partners）成立的美國賭場及娛樂集團（ACEP）維持賭場的控制，酒店也在伊坎的重組計劃下首度獲得盈利，而建築中途停工的第二幢酒店大樓，會議中心及游泳池和休閒區也在2003年亦終於落成啟用。
在2000年代初期，集團原意計劃營建一座橫跨拉斯維加斯大道、由塔頂直墮數百尺的過山車設施。但是，市政府最後否決了這項提案，因為過山車的噪音可能會對鄰近帶來困擾。2007年4月，伊坎宣布他將 ACEP 及其資產（包括雲霄酒店）出售給一家名為 Whitehall Street Real Estate Funds 的高盛集團附屬公司。該公司後計劃斥資 2500 萬美元改善同溫層酒店。並2010 年耗資 2000 萬美元的翻新工程。對賭場、正門、觀景臺餐廳和其他區域進行了改進。

### 收購
2017年6月，金色娛樂以 8.5 億美元收購該ACEP，2018 年 3 月宣布計劃以 1.4 億美元對同溫層酒店進行翻新，該翻新計劃將分三個階段完成。據管理單位稱，由於多數乘客不知道雲霄酒店是一個度假勝地，認為它只是一個遙望塔。因而本次翻修旨在提高人們對該度假村設施的認識。
2020年1月22日舉行的改裝開幕慶祝活動中，宣布將酒店更名為雲霄酒店（The STRAT Hotel）。

## 酒店項目

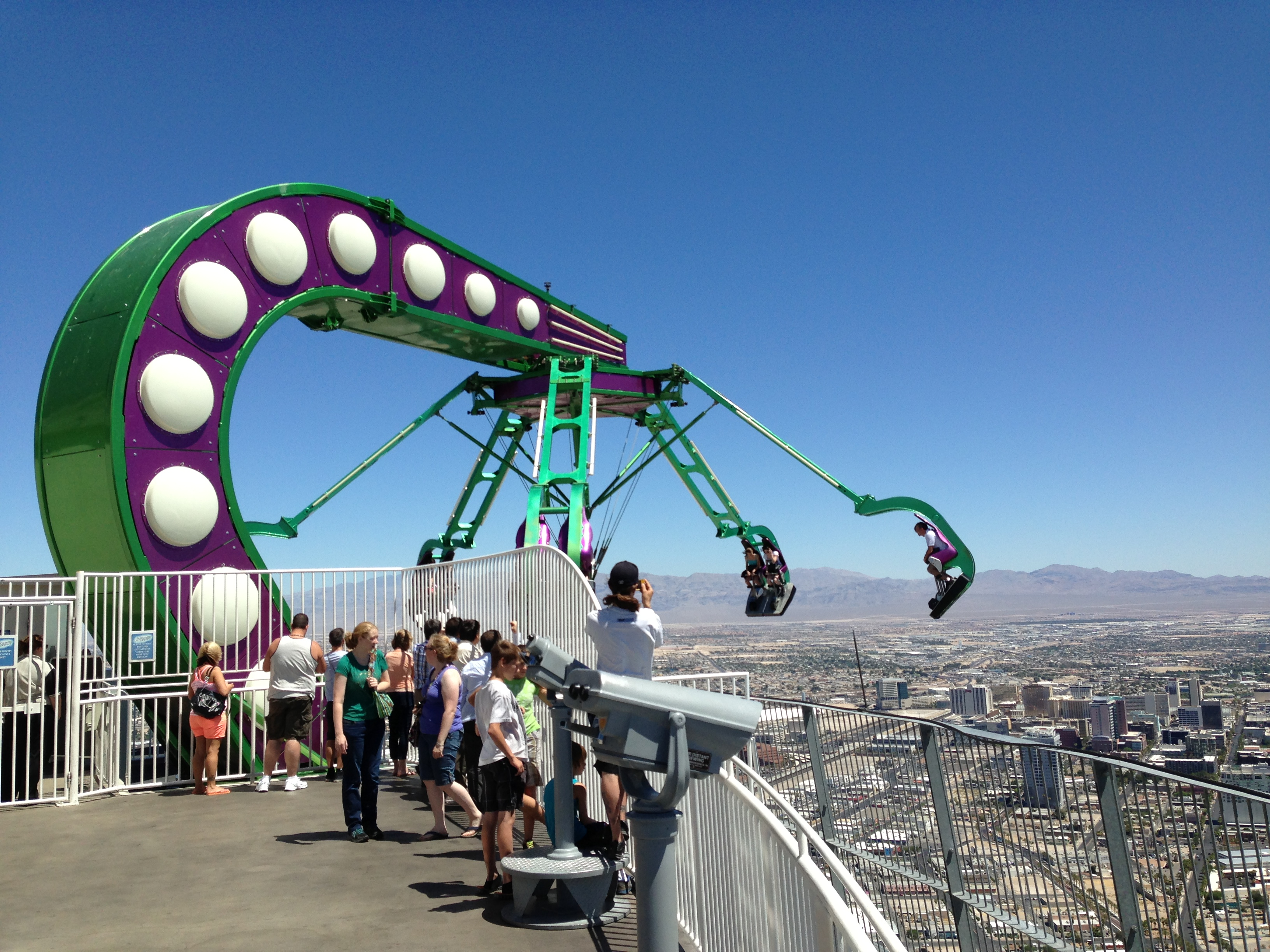
塔頂的遊樂設施「Insanity the Ride」

酒店最特別的是其塔形建築的設計，全塔高350公尺，是拉斯維加斯最高的建築物，也是美國密西西比河西岸最高的建築物，比洛杉磯的聯邦銀行大廈（U.S. Bank Tower）還要高。
塔頂為觀景層，設有餐廳和數項機動遊戲：
- The Big Shot，位於離地面329公尺，過去曾是世界上最高的驚險遊樂設施。[22][23][24]

- Insanity the Ride，離地面約274米，於2005年開放，是全世界第三高的機動遊戲。這項機動設施是採用類似旋轉八爪魚遊戲的設計的，並建造在塔頂邊緣，故遊玩者在遊戲過程中會有一部分時間是處於懸空於離地面274米高的狀態。[25][26][27]

- XSCREAM，離地面約264米，於2003 年開放，是世界上第四高的驚險遊樂設施。[28][29][30][31]

- SkyJump Las Vegas於 2010 年開放。是一種高空彈跳的騎行設施，可讓騎手通過高速下降繩索從 855 英尺（261公尺）墜落。[32][33][34]

在酒店開幕初期，層設有「The High Roller」的機動遊戲，當時曾是全世界最高的過山車設施，但於2005年12月30日被停用並拆除，同址將建另一項機動遊戲。
雲霄酒店最新推出的項目是網路直播塔頂景色的服務，人們可登入其官方網址看到塔頂觀景層的即時影像。

### 博彩
通常一些並非位處於熱門地區的賭場，都會在博彩方面推出更多優惠以吸引更多遊客入場耍樂，而同溫層酒店亦不例外。酒店就曾經推出過3美元的廿一點最低投注額，不過在2004年已調整為5美元一注。另外，他們亦聲稱提供較高的角子機和電子撲克機回報率。

### 酒店住宿
酒店提供最低每晚35美元的客房住宿費，通常他們都會以29.99美元的房租作招徠，另加每晚5美元的額外渡假村費用(Resort fee)。

## 在流行文化中
- 1998 年，美劇《芝加哥希望》的其中一集曾在此酒店拍攝。[37]
- 1999 年，此酒店曾作為實境節目《玩命生存戰:真實世界2000》的拍攝場景。[38][39][40]
- 賭場和塔樓曾在2005 年的電影《女模煞》中出現，在該部電影劇情中，塔頂在因爆炸受損。
- 塔樓曾在2006 年電子遊戲《虹彩六號：拉斯維加斯》作為地圖出現的尖塔靈感來源。[41][42]
- 2010 年電子遊戲《異塵餘生：新維加斯》中出現的虛構塔式賭場，部分地圖類似於同流層酒店[43][44]
- 塔內的遊樂設施X-Scream曾出現在2013 年的電影《賭城大丈夫》[45]
- 在 2014 年電視連續劇《天使聖戰》中，大天使米迦勒居住在同流層酒店中。
- 2014年賽車遊戲《飆酷車神 》，同流層酒店曾出現在拉斯維加斯的地圖中。
- 酒店、賭場和塔樓出現在 2016 年電影《風飛鯊4：鯊力覺醒》的開場。[46][47][48]

## 圖片

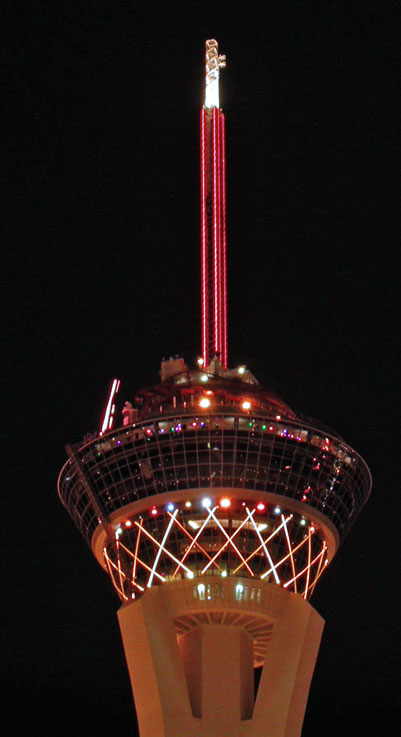
夜間酒店
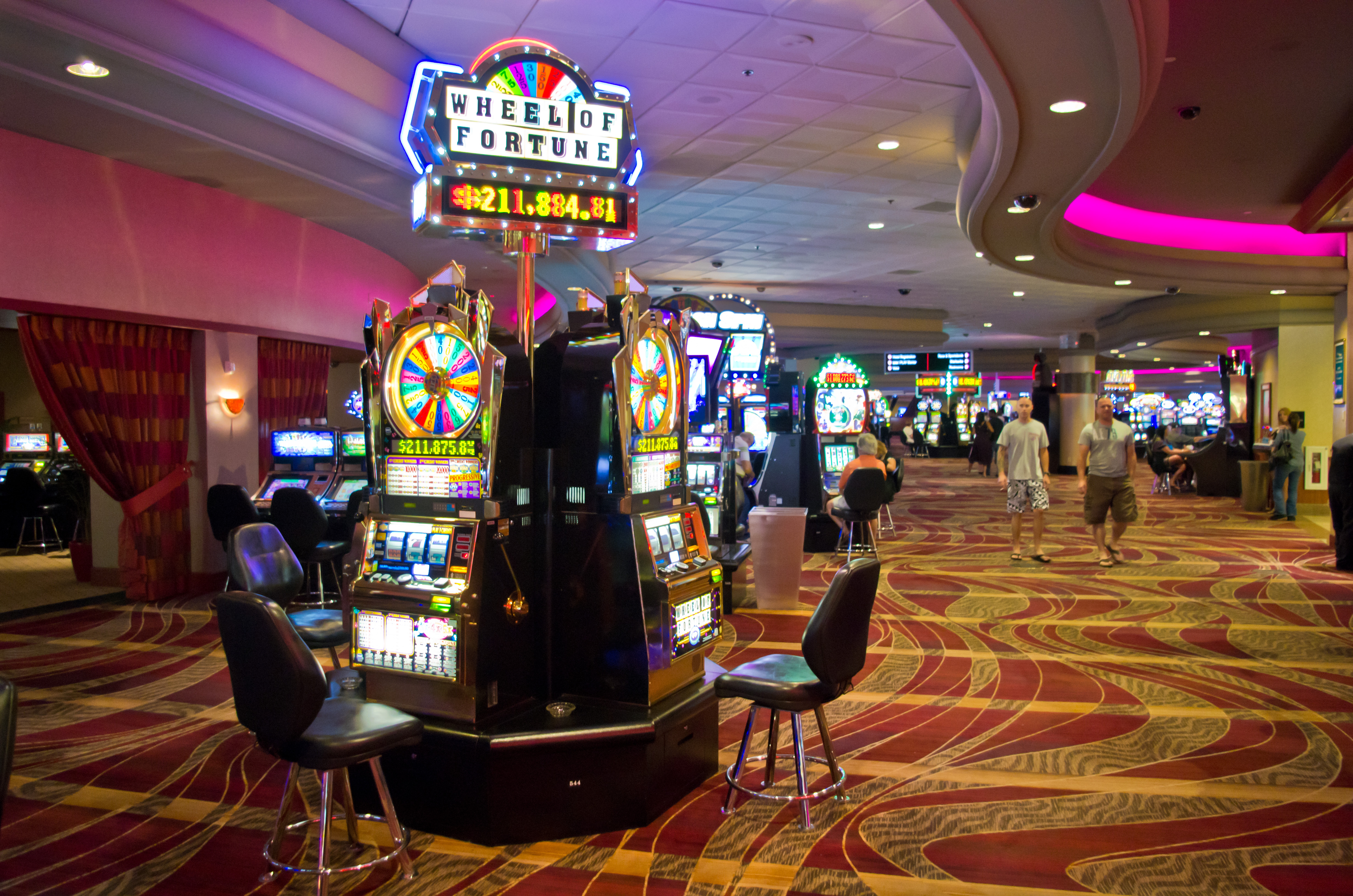
酒店內部
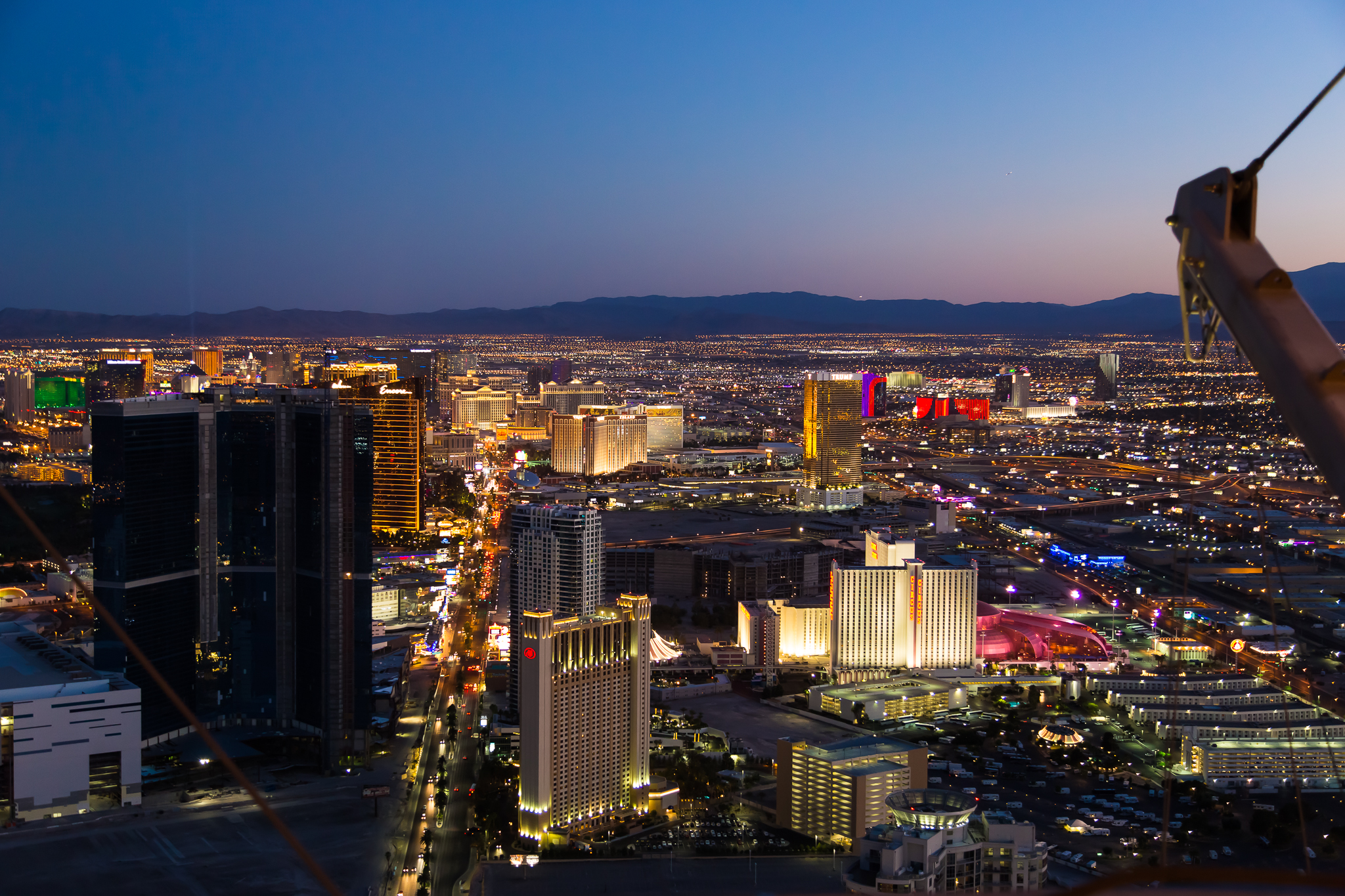
酒店觀景台遙望天堂市
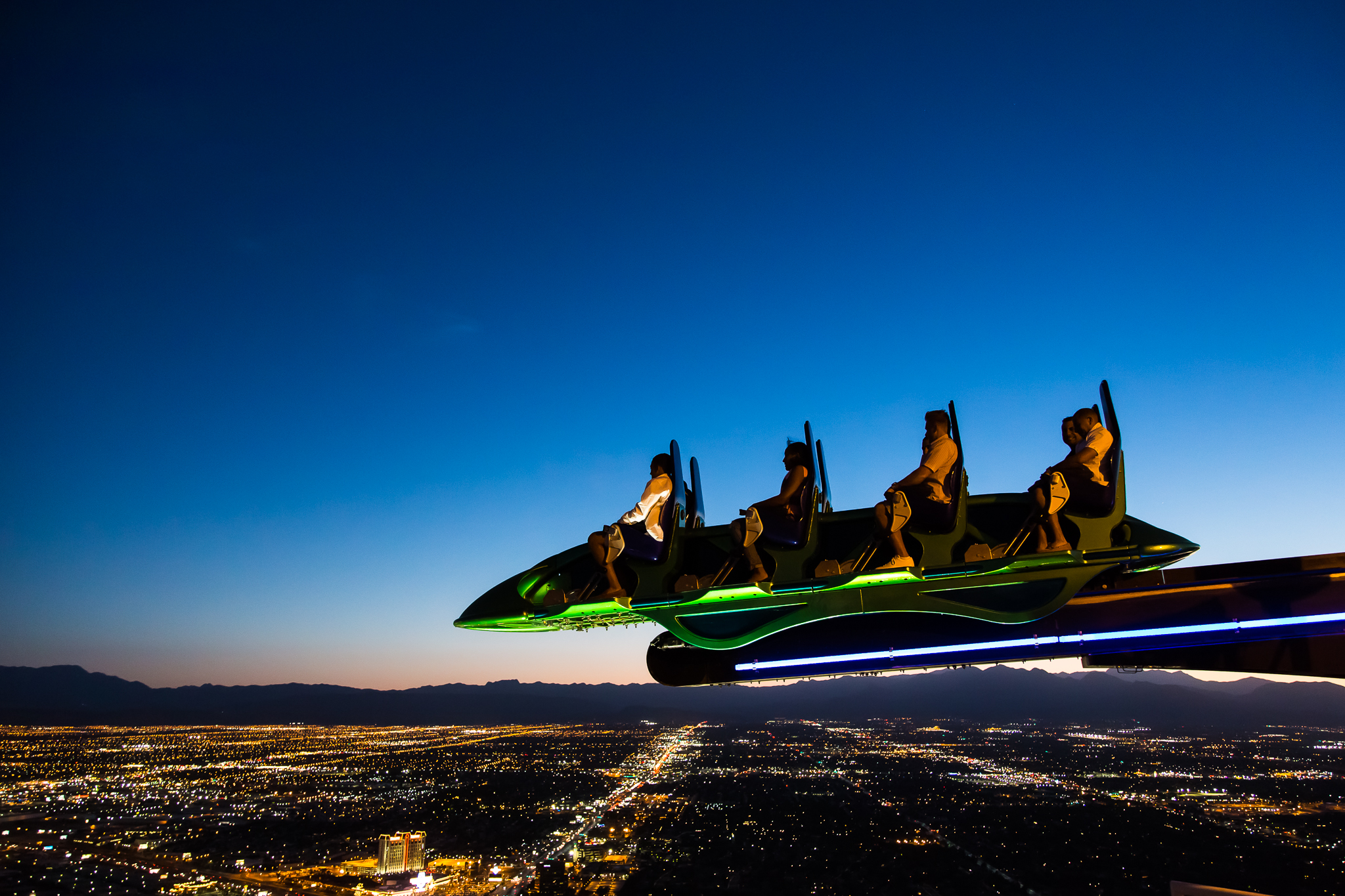
酒店最著名的遊樂設施：XSCREAM

## 外部連結
- 官方网站
- 详细介绍[永久]
- 酒店地图[永久]
- 酒店官方網址 （页面存档备份，存于）
- 建築過程 （页面存档备份，存于）
- 酒店的更多詳細資料 （页面存档备份，存于）
- Insanity the Ride
- 酒店衛星圖片